# Luis Esteban y Fernández del Pozo
Luis Esteban y Fernández del Pozo (1872 -Madrid, 26 de maig de 1963) fou un polític valencià, diputat a les Corts Espanyoles durant la restauració borbònica.
Membre del Partit Liberal, fou elegit diputat pel districte de Morella a les eleccions generals espanyoles de 1914 i 1916, on va fer costat les mocions de Vicente Cantos Figuerola i Rafael Gasset Chinchilla. En 1943 va heretar del seu germà el marquesat de Torrelaguna, títol que havia estat concedit al seu pare Martín Esteban y Muñoz en 1895.